# Cloruro de oro(III)
Este artículo trata del tricloruro. No debe confundirse con el ácido cloroaúrico.
El cloruro de oro(III), tradicionalmente llamado cloruro áurico, es un compuesto inorgánico de oro y cloro con la fórmula molecular Au2Cl6. El «III» del nombre indica que el oro tiene un estado de oxidación de +3, típico de muchos compuestos de oro. Tiene dos formas, el monohidrato (AuCl3-H2O) y la forma anhidra, que son sólidos higroscópicos y sensibles a la luz. Este compuesto es un dímero del AuCl3. Este compuesto tiene algunos usos, como agente oxidante y para catalizar diversas reacciones orgánicas.

## Estructura
El AuCl3 existe como dímero unido a cloruro tanto en estado sólido como en forma de vapor, al menos a bajas temperaturas. El bromuro de oro (III) se comporta de forma análoga. La estructura es similar a la del cloruro de yodo(III).
Cada centro de oro es cuadrangular en el cloruro de oro(III), lo que es típico de un complejo metálico con un número de electrones d8. El enlace en AuCl3 se considera algo covalente.

## Propiedades
El cloruro de oro(III) es un sólido cristalino rojo diamagnético sensible a la luz que forma el monohidrato naranja, AuCl3 - H2O; tanto el anhidro como el monohidrato son higroscópicos. La forma anhidra absorbe la humedad del aire para formar el monohidrato, que puede invertirse añadiendo cloruro de tionilo.

## Preparación
El cloruro de oro(III) fue preparado por primera vez en 1666 por Robert Boyle mediante la reacción de oro metálico y gas cloro a 180 °C:
2 Au + 3 Cl2 → Au2Cl6
Este método es el más común para preparar cloruro de oro(III). También se puede preparar haciendo reaccionar polvo de oro con monocloruro de yodo:
2 Au + 6 ICl → 2 AuCl3 + 3 I2
La reacción de cloración puede llevarse a cabo en presencia de cloruro de tetrabutilamonio, siendo el producto la sal lipofílica tetracloraurato de tetrabutilamonio.
Otro método de preparación es a través del ácido cloroaúrico, que se obtiene disolviendo primero el polvo de oro en agua regia para dar ácido cloroaúrico:
Au + HNO3 + 4 HCl → H[AuCl4] + 2 H2O + NO
El ácido cloroaúrico resultante se calienta posteriormente en atmósfera inerte a unos 100 °C para dar Au2Cl6:
2 H[AuCl4] → Au2Cl6 + 2 HCl

## Reacciones

### Descomposición
El AuCl3 anhidro comienza a descomponerse en AuCl (cloruro de oro(I)) a unos 160 °C (320 °F), sin embargo, éste, a su vez, sufre una desproporción a temperaturas más altas para dar oro metálico y AuCl3:
AuCl3 → AuCl + Cl2 (160 °C)
3 AuCl → AuCl3 + 2 Au (>210 °C)
Debido a la desproporción del AuCl, por encima de 210 °C, la mayor parte del oro se encuentra en forma de oro elemental.
El cloruro de oro(III) es más estable en una atmósfera de cloro y puede sublimarse a unos 200 °C sin ninguna descomposición. En una atmósfera de cloro, el AuCl3 se descompone a 254 °C dando AuCl, que a su vez se descompone a 282 °C en oro elemental. Este hecho de que no puedan existir cloruros de oro por encima de 400 °C se utiliza en el proceso Miller.

### Otras reacciones
El AuCl3 es un ácido de Lewis y forma complejos con facilidad. Por ejemplo, reacciona con ácido clorhídrico para formar ácido cloroaúrico (H[AuCl4]):
HCl + AuCl3 → H+ + [AuCl4]−
El ácido cloroaúrico es el producto que se forma cuando el oro se disuelve en agua regia.
En contacto con el agua, el AuCl3 forma hidratos ácidos y la base conjugada [AuCl3(OH)]-. Un ion Fe2+ puede reducirlo, provocando la precipitación de oro elemental de la solución.
Otras fuentes de cloruro, como el KCl, también convierten el AuCl3 en [AuCl4]-. Las soluciones acuosas de AuCl3 reaccionan con una base acuosa como el hidróxido sódico para formar un precipitado de Au(OH)3, que se disolverá en exceso de NaOH para formar aurato sódico (NaAuO2). Si se calienta suavemente, el Au(OH)3 se descompone en óxido de oro(III), Au2O3, y después en oro metálico.
El cloruro de oro(III) es el punto de partida para la síntesis química de muchos otros compuestos de oro. Por ejemplo, la reacción con cianuro potásico produce el complejo soluble en agua K[Au(CN)4]:.
AuCl3 + 4 KCN → K[Au(CN)4] + 3 KCl
También se puede producir fluoruro de oro(III) a partir de cloruro de oro(III) haciéndolo reaccionar con trifluoruro de bromo.
El cloruro de oro(III) reacciona con benceno en condiciones suaves (tiempos de reacción de unos pocos minutos a temperatura ambiente) para producir el dicloruro dimérico de fenilgold(III); una variedad de otros arenos experimentan una reacción similar:
2 PhH + Au2Cl6 → [PhAuCl2]2 + 2 HCl
El cloruro de oro(III) reacciona con el monóxido de carbono de diversas formas. Por ejemplo, la reacción de AuCl3 anhidro y monóxido de carbono bajo SOCl2 produce cloruro de oro(I,III) con Au(CO)Cl como intermediario:
2 AuCl3 + 2 CO → Au4Cl8 + 2 COCl2
Si hay exceso de monóxido de carbono, se produce Au(CO)Cl.
Sin embargo, bajo tetracloroetileno y a 120 °C, el cloruro de oro(III) se reduce primero a cloruro de oro(I), que reacciona posteriormente para formar Au(CO)Cl. También se sabe que el AuCl3 cataliza la producción de fosgeno.

## Aplicaciones

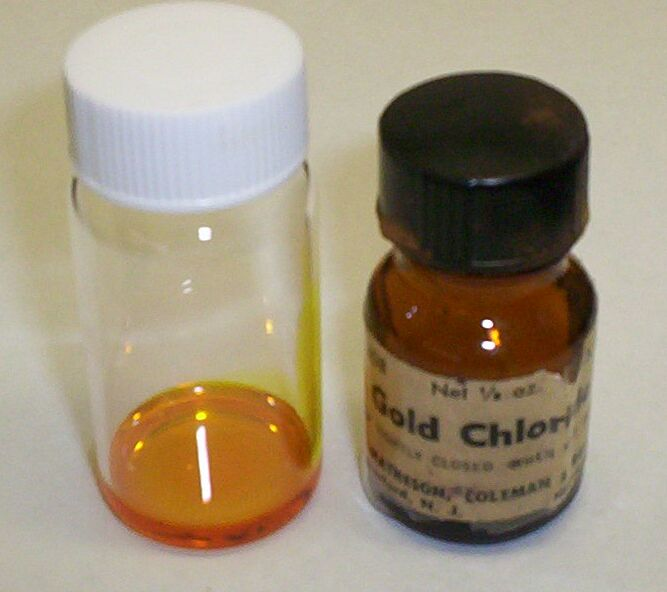
Solución acuosa concentrada de cloruro de oro(III)

Aunque el cloruro de oro(III) no tiene usos comerciales, se utiliza mucho en el laboratorio.

### Síntesis orgánica
Desde 2003, el AuCl3 ha despertado el interés de los químicos orgánicos como catalizador ácido suave para diversas reacciones, aunque no se ha comercializado ninguna transformación. Las sales de oro(III), especialmente Na[AuCl4], proporcionan una alternativa a las sales de mercurio(II) como catalizadores para reacciones en las que intervienen alquinos. Una reacción ilustrativa es la hidratación de alquinos terminales para producir compuestos acetilos.
El oro cataliza la alquilación de ciertos anillos aromáticos y la conversión de furanos en fenoles. Algunos alquinos se aminan en presencia de catalizadores de oro(III). Por ejemplo, una mezcla de acetonitrilo y cloruro de oro(III) cataliza la alquilación de 2-metilfurano por metil vinil cetona en la posición 5:

La eficacia de esta reacción de organooro es notable porque tanto el furano como la cetona son sensibles a reacciones secundarias como la polimerización en condiciones ácidas. En algunos casos en los que hay alquinos presentes, a veces se forman fenoles (Ts es una abreviatura de tosilo):

Esta reacción implica un reordenamiento que da lugar a un nuevo anillo aromático.
Otro ejemplo de reacción catalizada por AuCl3 es una hidroarilación, que es básicamente una reacción de Friedel-Crafts utilizando complejos metal-alquino. Ejemplo, la reacción de mesitileno con fenilacetileno:
El cloruro de oro(III) puede utilizarse para la oxidación directa de aminas primarias en cetonas, como la oxidación de ciclohexilamina a ciclohexanona.
Esta reacción es sensible al pH, ya que requiere un pH ligeramente ácido para llevarse a cabo; sin embargo, no requiere ningún paso adicional.
En la producción de compuestos organooro(III), se utiliza AuCl3 como fuente de oro. Un ejemplo de ello es la producción de complejos monoaril-oro(III), que se obtienen por auración electrofílica directa de arenos por cloruro de oro(III).

### Nanopartículas de oro
El cloruro de oro(III) se utiliza en la síntesis de nanopartículas de oro, muy estudiadas por sus propiedades únicas en función del tamaño y sus aplicaciones en campos como la electrónica, la óptica y la biomedicina. Las nanopartículas de oro pueden prepararse reduciendo el cloruro de oro(III) con un agente reductor como el tetrafluoroborato sódico, seguido de una estabilización con un agente de recubrimiento.

### Fotografía
El cloruro de oro (III) se ha utilizado históricamente en la industria fotográfica como sensibilizador en la producción de películas y papeles fotográficos. Sin embargo, con la llegada de la fotografía digital, su uso en este campo ha disminuido.

## Ocurrencia natural
Este compuesto no se produce de forma natural; sin embargo, se conoce un compuesto similar con la fórmula AuO(OH,Cl)-nH2O como producto de la oxidación natural del oro.